# Agartala
 (mai 2023).
Si vous disposez d'ouvrages ou d'articles de référence ou si vous connaissez des sites web de qualité traitant du thème abordé ici, merci de compléter l'article en donnant les références utiles à sa vérifiabilité et en les liant à la section « Notes et références ».
Agartala est la capitale et plus grande ville de l'état Indien du Tripura. Située sur la rivière Haora (en), 2 km à l'ouest du Bangladesh et à 2 499 km de la capitale New Delhi, elle compte 578 577 habitants en 2022.

## Aéroport
Agartala est reliée à d'autres villes d'Inde par l'aéroport Maharaja-Bir-Bikram, avec des vols directs vers Calcutta, Imphāl, Guwahati, Bangalore et New Delhi. Selon l'AAI, l'aéroport d'Agartala est le troisième aéroport international du nord-est de l'Inde. L'aéroport a été construit en 1942 par Bir Bikram Kishore Manikya Debbarma Bahadur, souverain de l'État de Tripura jusqu'en 1947, et s'appelait "Singerbhil Airport" jusqu'à qu'il soit renommé par le ministère indien de l'Aviation civile en 2018. L'aéroport est situé à Singerbhil, à 20 km au nord d'Agartala. Les principales compagnies aériennes desservant l'aéroport sont Air India et IndiGo. 